# Jerzy Bałtrukowicz
Jerzy Bałtrukowicz (ur. 25 czerwca 1963 w Grudziądzu, zm. 31 października 2019 tamże) – polski żużlowiec.
Sport żużlowy uprawiał w latach 1982–1993, przez całą karierę reprezentując klub GKM Grudziądz. Finalista Indywidualnego Pucharu Polski (Opole 1988 – XVI miejsce).
Po zakończeniu kariery pracował w grudziądzkim klubie jako mechanik oraz toromistrz.